# Lugar (Provinz)

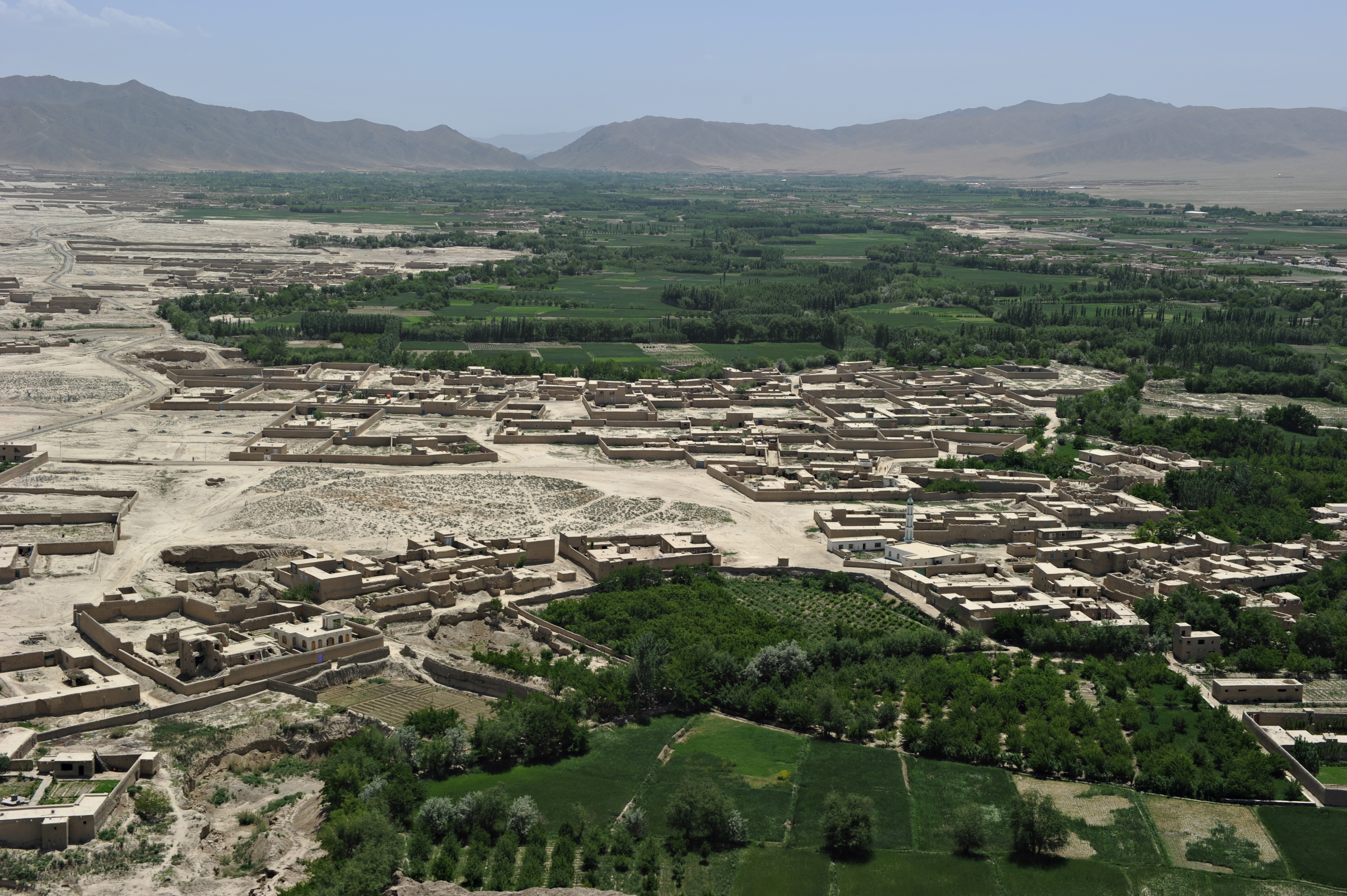
Der Distrikt Mohammed Agha

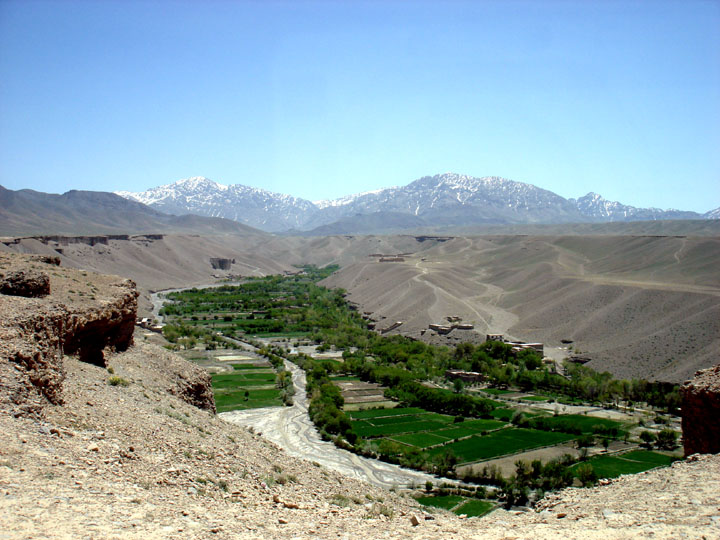
Der Distrikt Khoshi

Lugar, alternativ auch Lo(w)gar oder La(w)g(h)ar (je nach Schreibweise mit oder ohne die in Klammern gesetzten Buchstaben), paschtunisch لوګر, Dari لوگر, ist eine der 34 afghanischen Provinzen. 
Auf einer Fläche von 4.568 km² leben 449.820 Einwohner (Stand: 2022). Die Provinzhauptstadt ist Pul-i-Alam.
Die Provinz wird mehrheitlich von Paschtunen bewohnt.

## Namensgebung
Möglicherweise geht die Bezeichnung Lugar auf den Begriff „Loy-Ghar“, „Großer Berg“, aus der Paschtunensprache zurück.

## Geographie
Die Provinz durchfließt von Süden nach Norden der Fluss Lugar. Etwa in der Mitte der Provinz, wo in den Lugar ein aus dem Westen kommender Fluss einmündet, liegen die Hauptstadt Pul-i-Alam und weitere Ortschaften.

## Verwaltungsgliederung
Die Provinz Lugar ist in folgende Distrikte gegliedert:
- Azra
- Baraki Barak
- Charkh
- Kharwar
- Khoshi
- Mohammed Agha
- Pul-i-Alam